# فرودگاه تک‌بانده کابانا
فرودگاه تک‌بانده کابانا (به انگلیسی: Cabana Airstrip) یک فرودگاه همگانی است . این فرودگاه در کشور سورینام قرار دارد .